# Cool Papa Bell (häst)
Cool Papa Bell, född 2019 i New Jersey, är en amerikansk standardhäst. Han är mest känd för att ha segrat i Hambletonian Stakes (2022).

## Bakgrund
Cool Papa Bell är en brun valack efter Chapter Seven och under Thai Optional (efter Muscle Hill). Han föddes upp av Belmar Racing and Breeding och ägs av Runthetable Stables, Montvale, NJ. Han tränas av Jim Campbell.

## Karriär
Cool Papa Bell har tagit karriärens hittills största seger i Hambletonian Stakes (2022). Då han segrade i loppet blev han den största skrällen i loppets historia, till oddset 52–1. I loppet besegrade han de två förhandsfavoriterna Rebuff och Joviality.